# Niederroßbach

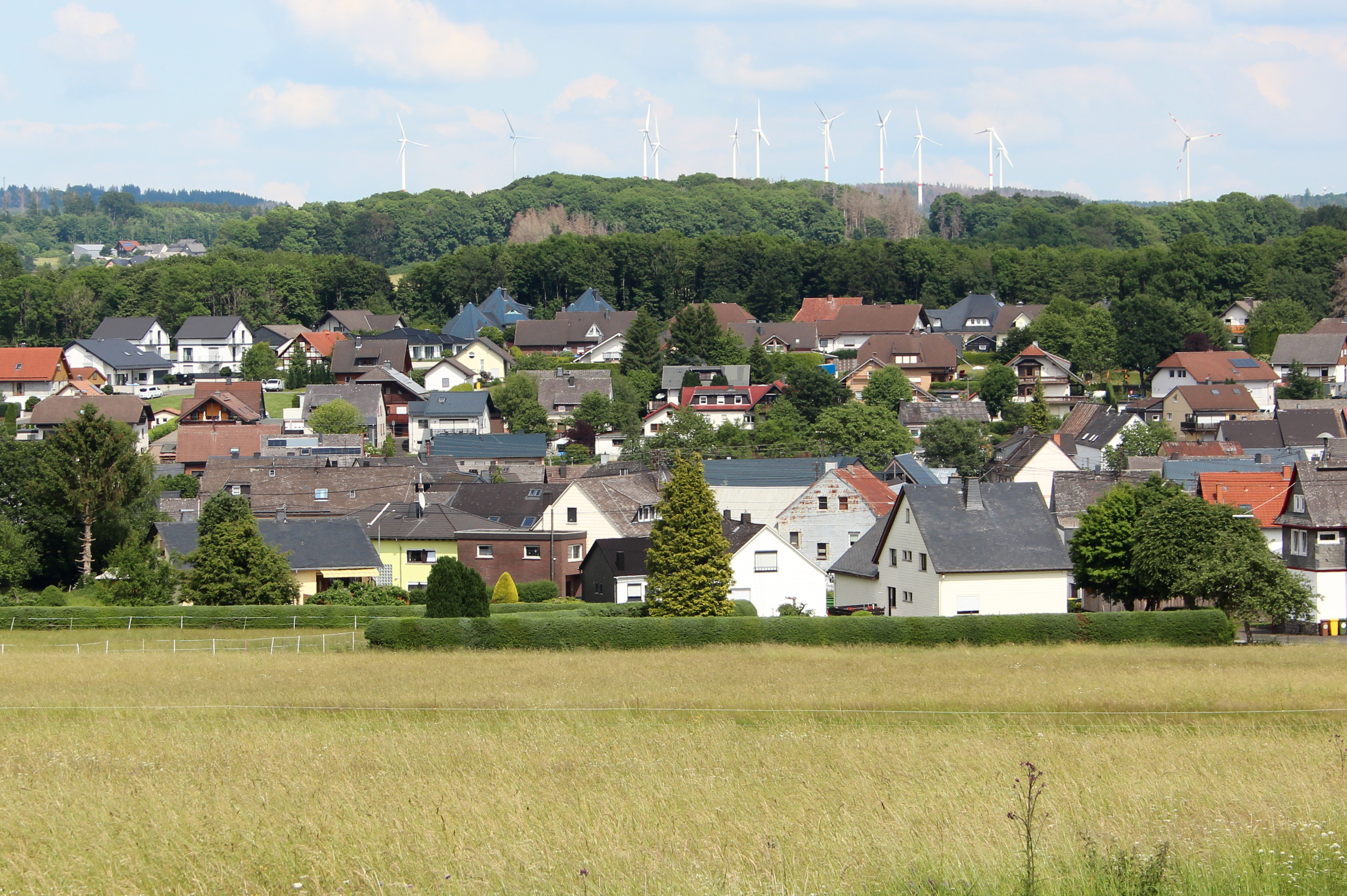
Ansicht von Niederroßbach

Niederroßbach ist eine Ortsgemeinde im Westerwaldkreis in Rheinland-Pfalz. Sie gehört der Verbandsgemeinde Rennerod an.

## Geographie
Die Gemeinde liegt im Westerwald zwischen Siegen und Limburg an der Lahn. Zu Niederroßbach gehören die Wohnplätze „Bahnhof Niederroßbach“, Dammühle und Berghof.
Durch den Ort fließen der Ortsbach und der Roßbach.
Nachbargemeinden sind Oberroßbach, Fehl-Ritzhausen, Neustadt/Westerwald und Zehnhausen.

## Geschichte
Der Ort wurde 1422 erstmals urkundlich erwähnt. 1570 wird erstmals eine Kapelle im Ort genannt. 1773 erwarb die Gemeinde ein Haus und richtete dort eine Schule ein. 1566 ließ Nassau-Dillenburg nahe dem Ort durch Aufstauung der Nister einen Weiher anlegen. Um 1740 herum entstand an dem inzwischen baufälligen Damm eine Mühle, die spätestens 1782 um eine Schneidmühle, also ein Sägewerk, ergänzt war.
Bevölkerungsentwicklung
Die Entwicklung der Einwohnerzahl der Gemeinde Niederroßbach, die Werte von 1871 bis 1987 beruhen auf Volkszählungen:
| Jahr | Einwohner                                    |
| 1534 | 5 Vogt- und 16 Eigenleute (Nassau-Beilstein) |
| 1577 | 13 dienstpflichtige Häuser                   |
| 1607 | 11 Mann                                      |
| 1660 | 54                                           |
| 1711 | 17 Familien                                  |
| 1782 | 263                                          |
| 1815 | 367                                          |
| 1835 | 367                                          |

| Jahr | Einwohner |
| 1871 | 315       |
| 1905 | 391       |
| 1939 | 545       |
| 1950 | 560       |
| 1961 | 597       |
| 1970 | 636       |
| 1987 | 628       |
| 2005 | 834       |

## Politik

### Bürgermeister
Gerhold Haas wurde im Juni 2024 zum Ortsbürgermeister von Niederroßbach gewählt.
Sein Vorgänger Bernd Schäfer wurde bei der Direktwahl am 26. Mai 2019 mit einem Stimmenanteil von 80,29 % für weitere fünf Jahre in seinem Amt bestätigt.

### Wappen
| Wappen von Niederroßbach | Blasonierung: „In Blau ein schräglinker silberner Wellenbalken belegt mit einem springenden ledigen goldenen Ross.“ |
| Wappen von Niederroßbach | |

## Wirtschaft und Infrastruktur

### Verkehr
- In unmittelbarer Nähe der Gemeinde verlaufen die Bundesstraßen 54, die Limburg an der Lahn mit Siegen verbindet und 255, die von Montabaur nach Herborn führt.
- Die nächste Autobahnanschlussstelle ist Haiger/Burbach an der A 45 Dortmund–Hanau, etwa 17 Kilometer entfernt.
- Zwischen den Orten Niederroßbach und Neustadt befand sich der Haltepunkt Niederroßbach-Neustadt der stillgelegten Bahnstrecke Herborn–Montabaur.
- Der nächstgelegene ICE-Halt ist der Bahnhof Montabaur an der Schnellfahrstrecke Köln–Rhein/Main.